# Кувез
Кувёз (от фр. couveuse «наседка», «инкубатор») — приспособление с автоматической подачей кислорода и с поддержанием оптимальной температуры, в которое помещают недоношенного или заболевшего новорождённого.

## Устройство
Представляет собой ящик из прозрачного стекла, нагревательного элемента, устройства для увлажнения воздуха и управляющего блока. Инкубатор обычно изготавливают из оргстекла или подобных материалов, устойчивых к химической дезинфекции, в боковых стенках располагаются окошки и дверцы для рук ухаживающего персонала. Для уменьшения потери тепла современные кувезы выпускаются с двойными стенками.
Управляющий блок обычно имеет систему сервоконтроля, позволяющую поддерживать оптимальный температурный и кислородный режимы и степень влажности.
Поддержание влажности осуществляется за счёт дистиллированной воды, находящейся в специальном резервуаре, и вентилятора, направляющего часть потока от нагревательного элемента на поверхность воды.
- Проведение медицинских манипуляций в кувезе закрытого типа
- Справа проводится ультрафиолетовая инсоляция
- Кувезы в отделении, ближний снизу слева — открытого типа (ванночка)
- Кувез в ветеринарии

## История
Термин «кувез» издавна использовался в птицеводстве как «фр. couveuse pour Oeufs» (инкубатора для яиц).
Предшественниками кувезов, поддерживающих постоянную температуру, как в утробе матери, были ванночка Рюля 1835 года (Москва) и «тепловая ванна» Креде 1864 года (Лейпциг). Заслуга в построении такого «инкубатора» для повышения шансов на выживание недоношенных новорожденных принадлежит парижскому изобретателю Одилю Мартену (фр. Odile Martin), чью идею в 1881 году воплотил в жизнь акушер Тарнье. Изобретённый в 1888 году профессорами Аланом М. Томасом и Уильямом Чемпионом кувез не получил заслуженного внимания. Поэтому для популяризации устройство с недоношенными младенцами выставлялись на Всемирных выставках 1897, 1898, 1901 и 1904 годов. В газетах об изобретении писали как о «замечательном методе сохранения жизни». Полноценные кувезы с вентиляцией воздуха начали производить в США в 1931 году, а педиатрические клиники стали оснащаться таким оборудованием под названием «Isolette» в 1947/48 году.
- Инкубатор Тарнье[англ.]
- Кувез на Всемирной выставке 1904 года в США.
- Кувез начала XX века
- Кувез 1909 года
- Кувез 1939 года в Джакарте
- Кувез 1960 года